# Абонос (музичка група)
Абонос је српски готик метал бенд из Београда, основан 1999. године

## Историјат
Бенд је основан крајем 1999. године. Оригиналну поставу чинили су Јакша Влаховић (гитара), његова сестра Марта Влаховић (вокал, клавијатуре), Марија Докмановић (вокал, клавијатуре), Никола Врховац (гитара), Владимир Лалић (вокал, бас гитара) и Милан Јанковић бубњеви). Године 2001. снимили су први демо са шест песама, а 2002. године појавили су се на албуму разних музичара под називом Демо експрес 202, који су објавили Рок експрес и Радио Београд 202. Абонос се на албуму представио са песмом Излаз.
Истоимени албум бенд је снимио у Казаблканка студију у Београду током 2003. године. Албум је објављен 6. децембра 2004. године под окриљем издавачке куће Породична манифактура, која је била у власништву бенда. Врховац, Лалић и Марта Влаховић напустили су бенд током 2006. године, а заменили су их Јован Прокопић и Томаш Љубовић.
Године 2007. бенд је објавио сингл Урлик, који се нашао у књизи Ока да не испустим дах, Милана Б. Поповића, који је аутор песме. Јакша Влаховић дизајнирао је корице и илустровао књигу. Сингл је продуцирао Срђан Бранковић, члан бенда Alogia. Урлик се 2007. године појавио на албуму разних извођача под називом Време бруталних добронамерника, поред шеснаест других бендова који су снимили песме написане од стране Милана Б. Поповића.

## Дискографија

### Студијски албуми
- Абонос (2004)

### Остала гостовања
- Урлик (Време бруталних добронамерника, 2007)